# Матвій Номис
Матві́й Но́мис (М. Но́мис, справжнє ім'я, по батькові і прізвище — Матві́й Тере́нтійович Си́монов; 17 (29) листопада 1823, с. Заріг, тепер Оржицького району Полтавської обл. — 26 грудня 1900 (8 січня 1901), Лубни) — український етнограф, фольклорист, письменник і педагог, укладач і видавець одного з найповніших і найавторитетніших зібрань-антології українського усного фольклору малих жанрів (прислів'я, приказки, загадки, стійкі мовні порівняння тощо).

## Біографія
Матвій Терентійович Симонов народився 17 (29) листопада 1823 року в с. Заріг Лубенського повіту Полтавської губернії (нині Оржицький район Полтавської обл.) в заможній чиновницькій родині.
З 1835 до 1840 року навчався в Переяславській духовній школі, з 1840 до 1844 — у Полтавській гімназії. У 1848 році закінчив філософський факультет Київського університету і здобув ступінь кандидата наук.
Учителював у Ніжинській та Немирівській гімназіях. З 1855 року служив чиновником у Петербурзі, Пскові, Катеринославі, Житомирі.
З 1873 року обіймав посаду директора Лубенської чоловічої гімназії, з 1877 року — голова земства, мировий суддя в місті Лубни.
Матвій Номис помер у Лубнах 26 грудня (8 січня) 1900 (1901) року.

## Творча діяльність
Матвій Симонов протягом життя збирав цінні матеріали про народний побут, звичаї та обряди, записав чимало зразків усної народної творчості.
Друкуватися почав 1858 року. Опублікував кілька статей про українські народні звичаї та обряди. Співпрацював з часописами «Русская Беседа», «Основа», «Киевская старина» тощо.
Свої праці Матвій Симонов підписував як М. Номис — цей псевдонім утворений від частини (без -ов) справжнього прізвища, прочитаного у зворотному порядку і абревіатури імені письменника. Саме під таким ім'ям він і відомий широкому загалу.
Найвизначніша праця М. Номиса — «Українські приказки, прислів'я і таке інше. Збірники О. Марковича і других. Спорудив М. Номис» (СПб,1864), що містить понад 14,5 тис. приказок і загадок. У ній опубліковані також записи Степана Руданського, Василя Білозерського, Пантелеймона Куліша, В. Лазаревського, Марка Вовчка та інших. Збірку укладено за тематичним принципом, вказано, кому належав запис, і місцевість, де його зафіксовано. У праці охоплено майже всю територію України — від Слобожанщини до Галичини, вперше зібрано авторські фразеологізми Тараса Шевченка.
Матвій Номис є також автором збірки «Оповідання М. Т. Симонова (Номиса)» (1900).
У межах відеопроєкту «Повернуті із небуття» у Лубнах створили відеоролик про життєвий шлях визначного українця.

### Публікації
1864 — Українські приказки, прислів'я і таке інше. Збірники О. Марковича і других. Спорудив М. Номис.
1897—1901 — історико-етнографічні статті в часописі «Київська минувшина» («З дитячих і отроцьких спогадів», «Крашанки в давнину», «Як збідніли Оболонські» та інші).
1898 — Крашанки в давнину, «Київська минувшина», No.4, стор.9-10
1898 — брошура про Лубенську гімназію, з нагоди її 25-річчя.
1900 — Оповідання М. Т. Симонова (Номиса).